# Vaccinium timorense
Vaccinium timorense är en ljungväxtart som beskrevs av Fawcett. Vaccinium timorense ingår i Blåbärssläktet, och familjen ljungväxter. Inga underarter finns listade i Catalogue of Life.